# Jeralean Talley
Jeralean Talley (nascida Kurtz; 23 de maio de 1899 – 17 de junho de 2015) foi uma supercentenária estadunidense, que foi com a idade de 116 anos e 25 dias, a pessoa mais velha do mundo. Após sua morte, Susannah Mushatt Jones tornou-se a pessoa mais velha do mundo e uma das duas únicas pessoas restantes que se verificou ter nascido nos anos de 1800s.